# Якимов Богдан Петрович
Богдан Петрович Якимов (рос. Богдан Петрович Якимов; 4 жовтня 1994, м. Нижньокамськ, Росія) — російський хокеїст, центральний нападник. Виступає за «Едмонтон Ойлерс» у Національній хокейній лізі (НХЛ).
Вихованець хокейної школи ЦСКА (Москва). Виступав за «Реактор» (Нижньокамськ), «Дизель» (Пенза), «Іжсталь» (Іжевськ), «Нафтохімік» (Нижньокамськ), «Оклахома-Сіті Баронс» (АХЛ).
В чемпіонатах НХЛ — 1 матч (0+0), у турнірах Кубка Стенлі — 0 матчів (0+0).
У складі молодіжної збірної Росії учасник чемпіонату світу 2014. У складі юніорської збірної Росії учасник чемпіонатів світу 2012 і 2012.
Досягнення
- Бронзовий призер молодіжного чемпіонату світу (2013)
- Бронзовий призер юніорського чемпіонату світу (2012)